# 원강 (서진)
원강(元康)은 중국 서진(西晉) 혜제(惠帝)의 세 번째 연호이다. 291년 3월에서 299년까지 8년 10개월 동안 사용하였다.

## 개원
영평(永平) 원년 3월 9일(291년 4월 24일)에 연호를 원강(元康)으로 개원함.

## 연대대조표
| 원강                | 원년       | 2년        | 3년        | 4년        | 5년        | 6년        | 7년        | 8년        | 9년        |
| 서력                | 291년      | 292년      | 293년      | 294년      | 295년      | 296년      | 297년      | 298년      | 299년      |
| 육십간지 (六十干支) | 신해(辛亥) | 임자(壬子) | 계축(癸丑) | 갑인(甲寅) | 을묘(乙卯) | 병진(丙辰) | 정사(丁巳) | 무오(戊午) | 기미(己未) |

## 삭일(1일)
| 원강 원년 (291년) | 1월             | 2월             | 3월             | 4월             | 5월             | 6월             | 7월             | 8월             | 9월             | 10월            | 11월            | 12월            |                 |
| ----------------- | --------------- | --------------- | --------------- | --------------- | --------------- | --------------- | --------------- | --------------- | --------------- | --------------- | --------------- | --------------- | --------------- |
| 삭일(음력)        | 을유일 (乙酉日) | 갑인일 (甲寅日) | 갑신일 (甲申日) | 계축일 (癸丑日) | 계미일 (癸未日) | 계축일 (癸丑日) | 임오일 (壬午日) | 임자일 (壬子日) | 신사일 (辛巳日) | 신해일 (辛亥日) | 경진일 (庚辰日) | 경술일 (庚戌日) |                 |
| 율리우스력        | 291년 2월 16일  | 3월 17일        | 4월 16일        | 5월 15일        | 6월 14일        | 7월 14일        | 8월 12일        | 9월 11일        | 10월 10일       | 11월 9일        | 12월 8일        | 292년 1월 7일   |                 |
| 원강 2년 (292년)  | 1월             | 2월             | 3월             | 4월             | 5월             | 6월             | 7월             | 8월             | 9월             | 10월            | 11월            | 12월            |                 |
| 삭일(음력)        | 기묘일 (己卯日) | 기유일 (己酉日) | 무인일 (戊寅日) | 무신일 (戊申日) | 정축일 (丁丑日) | 정미일 (丁未日) | 병자일 (丙子日) | 병오일 (丙午日) | 을해일 (乙亥日) | 을사일 (乙巳日) | 을해일 (乙亥日) | 갑진일 (甲辰日) |                 |
| 율리우스력        | 292년 2월 5일   | 3월 6일         | 4월 4일         | 5월 4일         | 6월 2일         | 7월 2일         | 7월 31일        | 8월 30일        | 9월 28일        | 10월 28일       | 11월 27일       | 12월 26일       |                 |
| 원강 3년 (293년)  | 1월             | 2월             | 윤2월           | 3월             | 4월             | 5월             | 6월             | 7월             | 8월             | 9월             | 10월            | 11월            | 12월            |
| 삭일(음력)        | 갑술일 (甲戌日) | 계묘일 (癸卯日) | 계유일 (癸酉日) | 임인일 (壬寅日) | 임신일 (壬申日) | 신축일 (辛丑日) | 신미일 (辛未日) | 경자일 (庚子日) | 경오일 (庚午日) | 기해일 (己亥日) | 기사일 (己巳日) | 무술일 (戊戌日) | 무진일 (戊辰日) |
| 율리우스력        | 293년 1월 25일  | 2월 23일        | 3월 25일        | 4월 23일        | 5월 23일        | 6월 21일        | 7월 21일        | 8월 19일        | 9월 18일        | 10월 17일       | 11월 16일       | 12월 15일       | 294년 1월 14일  |
| 원강 4년 (294년)  | 1월             | 2월             | 3월             | 4월             | 5월             | 6월             | 7월             | 8월             | 9월             | 10월            | 11월            | 12월            |                 |
| 삭일(음력)        | 정유일 (丁酉日) | 정묘일 (丁卯日) | 정유일 (丁酉日) | 병인일 (丙寅日) | 병신일 (丙申日) | 을축일 (乙丑日) | 을미일 (乙未日) | 갑자일 (甲子日) | 갑오일 (甲午日) | 계해일 (癸亥日) | 계사일 (癸巳日) | 임술일 (壬戌日) |                 |
| 율리우스력        | 294년 2월 12일  | 3월 14일        | 4월 13일        | 5월 12일        | 6월 11일        | 7월 10일        | 8월 9일         | 9월 7일         | 10월 7일        | 11월 5일        | 12월 5일        | 295년 1월 3일   |                 |
| 원강 5년 (295년)  | 1월             | 2월             | 3월             | 4월             | 5월             | 6월             | 7월             | 8월             | 9월             | 10월            | 윤10월          | 11월            | 12월            |
| 삭일(음력)        | 임진일 (壬辰日) | 신유일 (辛酉日) | 신묘일 (辛卯日) | 경신일 (庚申日) | 경인일 (庚寅日) | 경신일 (庚申日) | 기축일 (己丑日) | 기미일 (己未日) | 무자일 (戊子日) | 무오일 (戊午日) | 정해일 (丁亥日) | 정사일 (丁巳日) | 병술일 (丙戌日) |
| 율리우스력        | 295년 2월 2일   | 3월 3일         | 4월 2일         | 5월 1일         | 5월 31일        | 6월 30일        | 7월 29일        | 8월 28일        | 9월 26일        | 10월 26일       | 11월 24일       | 12월 24일       | 296년 1월 22일  |
| 원강 6년 (296년)  | 1월             | 2월             | 3월             | 4월             | 5월             | 6월             | 7월             | 8월             | 9월             | 10월            | 11월            | 12월            |                 |
| 삭일(음력)        | 병진일 (丙辰日) | 을유일 (乙酉日) | 을묘일 (乙卯日) | 갑신일 (甲申日) | 갑인일 (甲寅日) | 계미일 (癸未日) | 계축일 (癸丑日) | 임오일 (壬午日) | 임자일 (壬子日) | 임오일 (壬午日) | 신해일 (辛亥日) | 신사일 (辛巳日) |                 |
| 율리우스력        | 296년 2월 21일  | 3월 21일        | 4월 20일        | 5월 19일        | 6월 18일        | 7월 17일        | 8월 16일        | 9월 14일        | 10월 14일       | 11월 13일       | 12월 12일       | 297년 1월 11일  |                 |
| 원강 7년 (297년)  | 1월             | 2월             | 3월             | 4월             | 5월             | 6월             | 7월             | 8월             | 9월             | 10월            | 11월            | 12월            |                 |
| 삭일(음력)        | 경술일 (庚戌日) | 경진일 (庚辰日) | 기유일 (己酉日) | 기묘일 (己卯日) | 무신일 (戊申日) | 무인일 (戊寅日) | 정미일 (丁未日) | 정축일 (丁丑日) | 병오일 (丙午日) | 병자일 (丙子日) | 을사일 (乙巳日) | 을해일 (乙亥日) |                 |
| 율리우스력        | 297년 2월 9일   | 3월 11일        | 4월 9일         | 5월 9일         | 6월 7일         | 7월 7일         | 8월 5일         | 9월 4일         | 10월 3일        | 11월 2일        | 12월 1일        | 12월 31일       |                 |
| 원강 8년 (298년)  | 1월             | 2월             | 3월             | 4월             | 5월             | 6월             | 윤6월           | 7월             | 8월             | 9월             | 10월            | 11월            | 12월            |
| 삭일(음력)        | 갑진일 (甲辰日) | 갑술일 (甲戌日) | 갑진일 (甲辰日) | 계유일 (癸酉日) | 계묘일 (癸卯日) | 임신일 (壬申日) | 임인일 (壬寅日) | 신미일 (辛未日) | 신축일 (辛丑日) | 경오일 (庚午日) | 경자일 (庚子日) | 기사일 (己巳日) | 기해일 (己亥日) |
| 율리우스력        | 298년 1월 29일  | 2월 28일        | 3월 30일        | 4월 28일        | 5월 28일        | 6월 26일        | 7월 26일        | 8월 24일        | 9월 23일        | 10월 22일       | 11월 21일       | 12월 20일       | 299년 1월 19일  |
| 원강 9년 (299년)  | 1월             | 2월             | 3월             | 4월             | 5월             | 6월             | 7월             | 8월             | 9월             | 10월            | 11월            | 12월            |                 |
| 삭일(음력)        | 무진일 (戊辰日) | 무술일 (戊戌日) | 정묘일 (丁卯日) | 정유일 (丁酉日) | 정묘일 (丁卯日) | 병신일 (丙申日) | 병인일 (丙寅日) | 을미일 (乙未日) | 을축일 (乙丑日) | 갑오일 (甲午日) | 갑자일 (甲子日) | 계사일 (癸巳日) |                 |
| 율리우스력        | 299년 2월 17일  | 3월 19일        | 4월 17일        | 5월 17일        | 6월 16일        | 7월 15일        | 8월 14일        | 9월 12일        | 10월 12일       | 11월 10일       | 12월 10일       | 300년 1월 8일   |                 |

## 같이 보기
- 다른 왕조의 같은 연호
  - 전한(前漢) 원강(기원전 65년 ~ 기원전 61년)

- 중국의 연호